# John Wallis
John Wallis (Ashford, Kent, Anglia, 1616. november 23. – Oxford, Anglia, 1703. október 28.) angol matematikus, nyelvész, a hallássérültek gyógypedagógiájának egyik korai, neves művelője.

## Nyelvészeti, gyógypedagógusi életútja
Ashfordban (Kent, Anglia) született Reverend John Wallis és Joanna Chapman harmadik gyerekeként. Felsőfokú tanulmányokat Cambridge-ben folytatott. Fiatalon (1649-től) az Oxfordi Egyetem geometriaprofesszora, később (1660-tól) II. Károly udvari lelkésze, a Londoni Királyi Társaság tagja. Nyelvészeti, fonetikai kutatásai alapján határozta el, hogy magántanítóként siket gyermekeket tanít.
Célja az volt, hogy tanítványai megértsék és használják a hangbeszédet. Szerinte a feladat kettős, megtanítani 1. a hangok kiejtését és 2. a szavak, fogalmak jelentését, mondatokban történő folytonos gyakorlással. Különösen a második feladat megoldására dolgozott ki maradandó eljárást. A szókincsgyűjtés a környezetben levő tárgyak bemutatásával, azok neveinek megtanulásával kezdődik. Az összegyűjtött szavakat szótárban rendezik a tanulók, meghatározott szempont szerint. Külön oszlopokba, ill. oldalakra kerülnek a fogalmak, „alkalmas címek” alá rendezve az összetartozókat. Az ismeretkör állandóan bővül, a szókincs gyarapodik, a szótár lapjai betelnek. A fogalmak a főfogalmak alatt rendeződnek, az összes szó a helyére kerül.
Kellő szókincs birtokában rá lehet térni a mondatalkotásra és a beszéd gyakorlására. John Wallis nem ígért tökéletes beszédet, mert „a hallás szükséges a nyelv vezetésére és ellenőrzésére”, azt tartotta fontosnak, hogy a halló és süket beszélő partnerek kölcsönösen megértsék egymást. Ezért feltűnő, hogy a szájról olvasás tanítását Wallis nem szorgalmazta, pedig ismerte Johann Konrad Ammann munkásságát, akinek saját módszeréről és eredményeiről hírt adott. Wallis módszertani művet nem írt. Elgondolásairól, tapasztalatairól nyelvészeti műveiben tett említést, módszerét a szakmatörténeti szempontból értékes (magyarul is megjelent) leveleiben tette közzé.

## Matematikai felfedezése

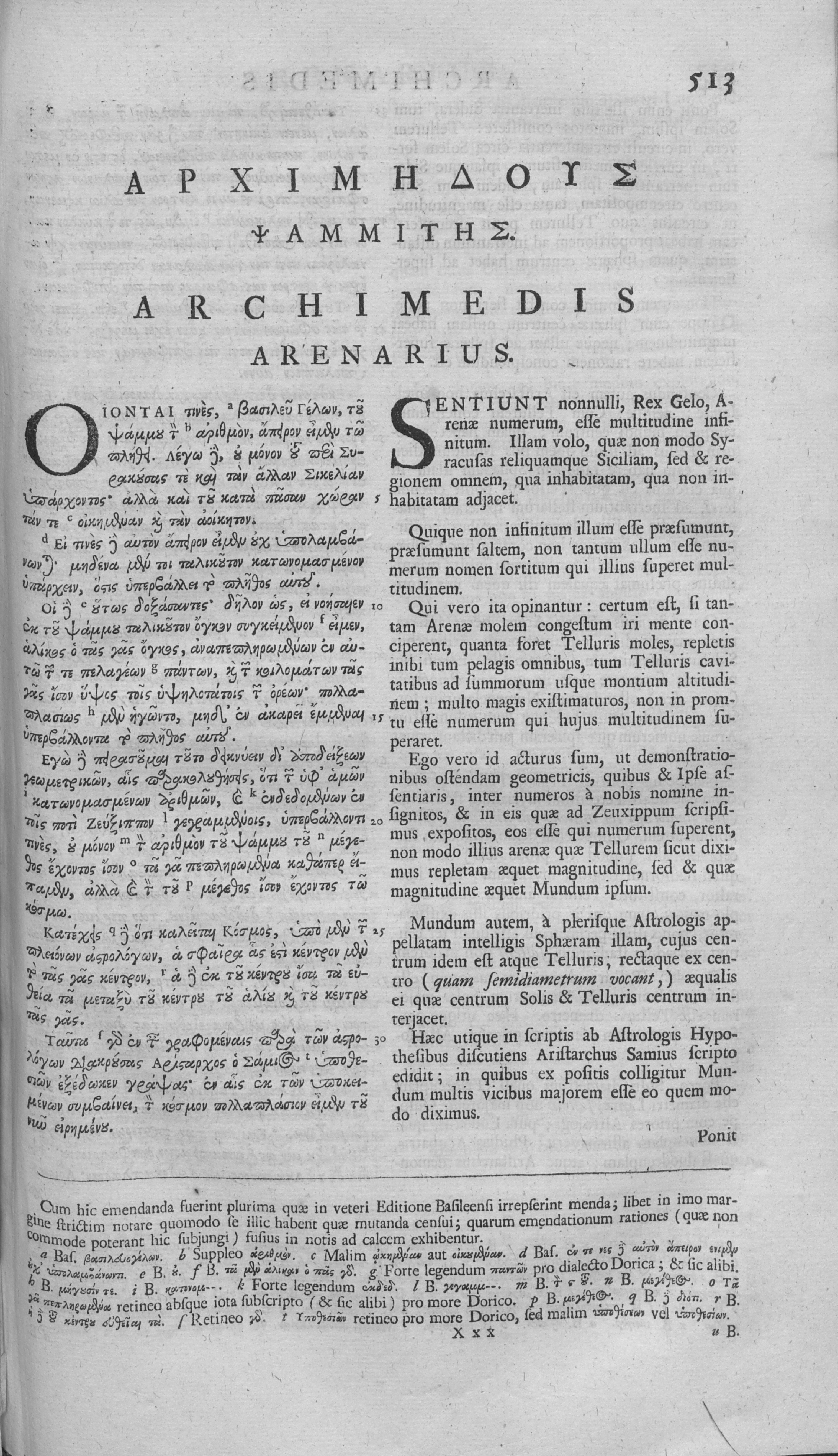
Opera mathematica, 1699

Neki tulajdonítják a ∞ jel bevezetését a végtelen jelölésére.
1655-ben felfedezte a róla elnevezett Wallis-szorzatot, amelynek segítségével meghatározható a pí szám értéke:
{\displaystyle \prod _{n=1}^{\infty }{\frac {(2n)(2n)}{(2n-1)(2n+1)}}={\frac {2}{1}}\cdot {\frac {2}{3}}\cdot {\frac {4}{3}}\cdot {\frac {4}{5}}\cdot {\frac {6}{5}}\cdot {\frac {6}{7}}\cdot {\frac {8}{7}}\cdot {\frac {8}{9}}\cdots ={\frac {\pi }{2}}.}

## Nyelvészeti kötetei
- Grammatica linguae anglicanae. Oxford, 1653
- Magyar nyelven: A beszéd vagy hangképzés (Sonorum formatio), nyelvészeti és tudományos értekezés. Budapest, 1910

## Művei magyarul
- John Wallis: Sonorum formatio. Hangképzés / Johann Konrad Amman: Surdus Loquens. Beszélő süket. Tanulmányok a beszédről; ford. Szabó Imre; Bichler Ny., Bp., 1910